# مرتضى باشا
مرتضى باشا سياسي عثماني كان والياً على بغداد لمرتين، الأولى من 14 شوال 1063ه‍، إلى 14 رمضان 1065ه‍، خلفاً للوالي قره مصطفى باشا. والثانية من 20 ذي الحجة 1069ه‍، إلى 9 رجب 1072 ه‍، خلفاً للوالي خاصكي محمد باشا.

## الولاية الأولى
```
عاش الوزير مرتضى باشا في البلاط السلطاني، وحصل على رتبة 
سلحدار
 وولي 
الشام
 و الروم، ومنها صار والياً على بغداد للمرة الأولى  (أيلول 1653- تموز 1655م)،
[
1
]
```

كما أنه كان لا يبالي من عمل سوء في طبعه، إلا أنه كان موافقاً للعوام في طباعهم، جالباً لحبهم، حتى أنه لا يوجد عنده حاجب على باب دار حكومته يمنع المراجعين من الدخول، فبابه كان مفتوحاً دائماً لمن يرتجي العدل.وحدث يوماً وهو نائم وبعد أن انصرف عنه خدمه وحاشيته، دخل عليه صاحب مظلمة فأيقضه وسلم إليه عريضه الشكوى، فكتب أمراً باجبار خاطر صاحب الشكوى فوراً.كان يقيم المولد النبوي ويوزع فيه الطعام والشراب على الحضور.إلا أنه كان معاشراً للنساء بكثرة، فكثرت الفاحشة في زمنه.كذلك كان فارساً شجاعاً وقد أذعن العابثون بالأمن لحكمه، فساد الأمن في الداخل والخارج، وكانا تحت حراسة تامة فترة حكمه، وأشتهر ذلك في الأنحاء.

## احداث 1064 ه‍-1653م
يذكر المؤرخ ياسين العمري انه في سنة 1064ه‍، ولي بغداد الوزير مرتضى باشا وعينه السلطان لفتح البصرة، فدخل بغداد وجمع العساكر، وسار إلى البصرة واجتمع معه أحمد بك، وفتحي بك، وحاصروا البصرة فهرب حسين باشا (آل أفراسياب) إلى العجم، وملك مرتضى باشا البصرة، وغدر بأحمد بك وفتحي بك وقتلهم، وقتل جماعة من أمراء البصرة، فخاف العرب، وتحركت أهل الجزائر وتبعوهم (عشائر) قشعم والمنتفق وخزاعل وكعب ولام، وحاربوا مرتضى باشا، فخرج من البصرة وتوجه على بغداد، وقدم حسين باشا ودخل البصرة، وبذل الطاعة للسلطان وأطاعته العربان. ويذكر هذه الحادثة المؤرخ عباس العزاوي فيقول: في هذه الأيام وردت رسائل من أحمد بك وفتحي بك عمي أمير البصرة حسين باشا أفراسياب ومن أمير الأحساء محمد باشا يشكون فيها من أمير البصرة حسين باشا جاء بها (قاصد) على عجل. ومفاد هذه الشكوى أن أعمام أمير البصرة أصابهم منه حيف واعتداء. حكوا ماجرى عليهم. كان في أيديهم لواء أو لواءان فجاؤوا البصرة لبعض الشؤون فبادر بالتوجيه إليهم وأكرمهم إلا أنه صار يتخذ الوسائل للقضاء عليهم واغتيالهم. ولما لم ير هؤلاء طريقا للنجاة ركنوا إلى من تحزب لهم وقاموا في وجهه وسلوا سيف العدوان عليه، واستعدوا لمناضلته إلا أنهم رأوا ان لا طريق للخلاص من هذه الورطة، وبتوسط المصلحين اكتفى بنفيهم إلى الهند. ولما وصلوا إلى سواحل الأحساء، وجدوا فرصة ففروا هاربين إلى أمير الأحساء. ومن ثم عجلوا بالإلتجاء إلى الدولة. ويضيف العزاوي أنه جاء في تاريخ السلحدار ذكر هذه الواقعة
سنة 1065 ه‍، والظاهر ان ذلك كان مبنياً على وصول الخبر، والصواب هو زمن مرتضى باشا لا قره مصطفى باشا. كتب ما كتب بعد ان تمت الواقعة وانتهى أمرها. وبين ان الخلاف كان بين المذكورين والمشايخ والأهلين من جهة، وبين حسين آل افراسياب من الجهة الأخرى. ويقصد بالمشايخ (آل باش أعيان)... وبَيَّن ان الجيش فَرَّ من الوزير بعد معارك البصرة وذهب إلى بغداد قبله ولم يدعه يدخل المدينة فاضطر إلى مقابلته، واحتمى الوزير بجانب الكرخ في قلعة الطيور ووصلت الأخبار إلى إسطنبول فعلم السلطان بذلك فعزله. وقد خلفه الوالي آق محمد باشا.

## الولاية الثانية
ان الوزير مرتضى باشا كان موصوفاً بالشجاعة والبطولة وكان والياً على بغداد، ثم صار والياً على ديار بكر  فعهد إليه بالقيادة الممتازة، ففوض إليه منصب بغداد مرة ثانية.
وفي أيامه أحيا نهر الدجيل وكان اندرس.كما انه ألغى ما كان يتقاضاه الولاة والدفتريون من المخصصات السنوية البالغة أكثر من مائة كيس ويقال لها (ساليانة) وتصرف لمعيشتهم وإدارتهم. وأبطل إمارات بعض الألوية.
زاد في سعر النقود حيث كان القرش الواحد في خزانة بغداد يعتبر ثمانين آقجة، فأبلغ في هذه السنة بفرمان إلى تسعين، زاد على كل قرش بارة، فكان في ذلك منحة للموظفين ومصيبة على الرعية فيما يجبى منهم.
كان هذا الوزير ذو لهو وسفاهة حيث اتخذ خياماً في الصحراء يقيم فيها الضيافات مفتوحة للعام والخاص يتعاطى فيها الرذائل ويزين مجالسه بالمغنيات وسائر أمور اللهو.

## عزله ومقتله
ان حكومته الثانية بدأت في 20 ذي الحجة سنة 1069ه‍، ودامت إلى 9 رجب سنة 1072ه‍. وخلفه على ولاية بغداد الوالي مصطفى باشا القنبور.
وبعد ان تم عزل مرتضى باشا عن ولاية بغداد عهد إليه بمنصب الأناضول ومن هناك أمر ان يذهب إل جزيرة كريت فظن انه ورد الأمر السلطاني بقتله فالتجأ إلى يوسف بن سيدي خان حاكم العمادية ولم يوافق على القيام بما عهد إليه فانفصل أتباعه عنه وكذلك تركته العساكر التي كانت معه فألقى الأكراد القبض عليه واستولوا على أمواله. وبفرمان من السلطان أمر والي ديار بكر محمد باشا الكرجي فتمكن من قتله وقتل بعض أتباعه وأرسل رؤوسهم إلى إسطنبول.